# Kuanyama
Le kuanyama (nom ISO ; anciennement kouanyama ; graphie anglaise kwanyama) ou oshikwanyama est une langue officielle de l'Angola et de la Namibie. C'est un dialecte standardisé des langues oshiwambo et il est intercompréhensible avec le ndonga, le seul autre dialecte de l'oshiwambo à avoir une forme écrite standard.